# Amborondolo
Amborondolo è una città e comune del Madagascar situata nel distretto di Mandritsara, regione di Sofia. 
La popolazione del comune rilevata nel censimento 2001 era pari a 3 991 unità.